# Natangen

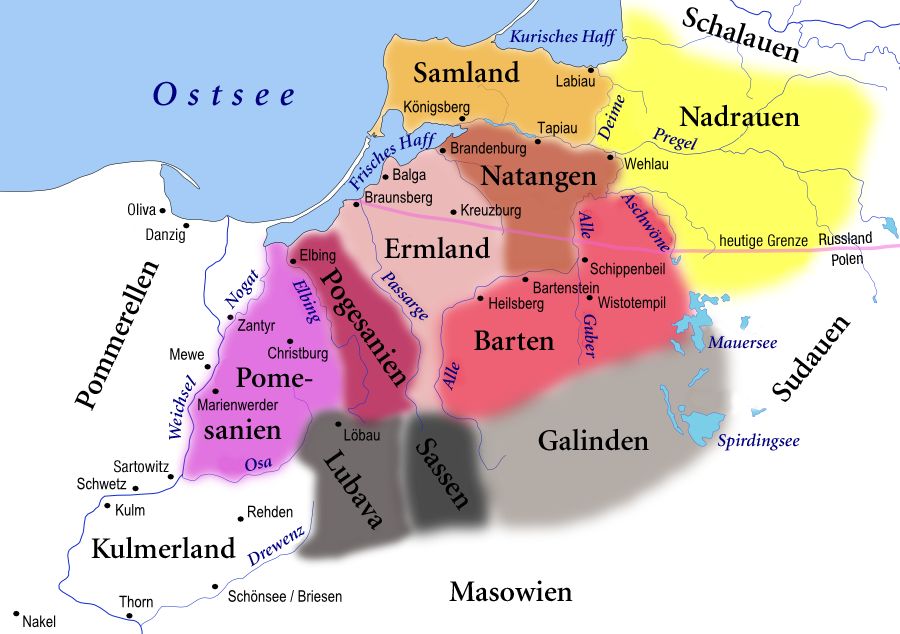
Altpreußische Landschaften und Stämme

Natangen, prußisch Notangia; ˈna:taŋən, litauisch notangai ist eine historische Landschaft im ehemaligen Ostpreußen, heute zu beiden Seiten der russisch-polnischen Grenze gelegen.

## Name
Die Bedeutung ist nicht geklärt. 1231 findet der Gau als Notangia, 1249 als Natania, 1263 als Natangen und 1284 als Notungia/Natangia in Ordensquellen Erwähnung. Nach der vom Pseudohistoriker Simon Grunau ersonnenen unechten Sage stammt der Name von Natango, dem sechsten Sohn eines angeblichen Königs Widowuro, dem das Land zwischen Pregolla (Pregel), Alla (Alle), Bassaro (Passarge) und dem Wasser Halibo (Frisches Haff) zugeteilt wurde. Natango hielt Hof in seinem Schloss Honedo/ Balga. Seinem Sohn Lucygo wurden die Burg Noyto und der Fluss Crono gegeben, „denn er war ein Mann, dem Fischerei lieb war. Dieser fand auch zuerst den Bernstein.“

## Geografie
Die Grenze von Natangen fällt im Norden mit dem Pregel zusammen, schließt jedoch Königsberg aus, da diese Stadt zum Samland gehört und sich erst später auf natangisches Gebiet ausdehnte. Im Osten wird der Gau durch die Alle begrenzt. Im Süden gehören Schippenbeil und Bartenstein dazu; denn nach einer Urkunde von 1236 wird im Grenzverlauf der Waldgürtel Leudegudien, Lusinemedien und Laukemedien (Ort Lackmedien) erwähnt, der sich im Halbkreis südlich um diese beiden Orte herumzog. Von Schippenbeil verlief die Grenze entlang der Alle bis an den heiligen Wald Suitomedien (südwestlich von Friedland und Wohnsdorf). Daran schloss sich im Osten der Wald Curtmedien (Ort Kortmedien) an. Von hier verlief die Grenze östlich der Alle bis nahe Wehlau. Die Südwestgrenze muss etwas willkürlich gezogen werden: Von Bartenstein der nordwestlichen Senke in Richtung Preußisch Eylau folgend, von Canditten zum Nordende des Stablack (prußisch Steinacker), zum Wald Dalbenen (westlich von Creuzburg), weiter zum Wundlacker Tal, um an der Frischingsmündung bei Brandenburg am Frischen Haff zu enden. Ab da ist das Frische Haff die Westgrenze. Der gesamte Gau Natangen gliederte sich in vier kleinere Bezirke: Lauthen im Norden, Solidow (Soldau) im Nordwesten, Unsatrapis (Insterburg) im Osten und Wore im Süden.

## Landschaft
Den Norden der Landschaft prägt der gute Ackerboden der Frischingniederung, während der Süden zum Baltischen Landrücken gehört und von Hügeln, Senken und Waldgebieten durchzogen ist. Die Bodenbeschaffenheit wechselte von Geschiebemergel, der für den Getreideanbau günstig ist, zu Tonboden, der wasserundurchlässig ist und daher eine Drainage nötig macht. Die meisten Drainagegenossenschaften befanden sich in den westlichen und südlichen Teilen des Gebietes. Neben Getreide wuchsen auch Gemüse- und Futterpflanzen, wodurch auch Viehzucht (mit ihren Nebenprodukten Milch, Käse und Rohwolle) begünstigt wurde. Die Pferdezucht wurde ebenfalls nicht vernachlässigt.

## Geschichte
Funde bei Groß Steegen (knöcherne Lanzenspitze, Hacke aus Rentiergeweih), Wangnicken (Hacke aus Hirschhorn), Penken (Knochenharpune), Domnau (Knochendolch), Schönewiese und Topprienen (Schaftlochhacken aus Stein in Schlangenkopfform) zeigen, dass Natangen schon in der mittleren Steinzeit (10.000–7000 v. Chr.) besiedelt war. Aus den folgenden Epochen der Bronzezeit sind etliche Hügelgräber mit reichen Grabbeigaben belegt. Während der römischen Kaiserzeit sind in der samländisch-natangischen Kulturgruppe Leichenverbrennungen mit der Beigabe von unverbrannten Pferden auffällig. In Grabstätten höher gestellter Personen fanden sich sehr gut erhaltene eiserne Gegenstände: Schmalaxt, Sichel, Schnitzmesser, Schnallen, Pinzette, Sporen, silberne Fibeln, Schleifstein, Dolche, ein Vorhängeschloss, Schnallen, Trensen, Scheren, ein goldener Armreif sowie Glas- und Bernsteinperlen. Ebenso fand man Münzen aus der Zeit der römischen Kaiser Domitian, Trajan, Hadrian, Antoninus Pius, Alexander Severus und Gordian III. Beim Auskarren eines Teiches in Schönwiese bei Petershagen wurden im Schlamm zehn arabische Münzen aus der Zeit des Kalifen Hārūn ar-Raschīd (reg. 786–809) entdeckt. Zahlreiche Wehranlagen, Schanzen und Schlossberge wurden bevorzugt auf Plateauvorsprüngen und Bergnasen errichtet. In der Nähe des Burgbergs von Pilzen weist der Ort Görken auf eine heidnische Kultstätte, die dem Erntegott Churcho gewidmet war. Ebenfalls heidnischen Ursprungs sind der sogenannte „Teufelsstein“ in Klein Dexen und der "Mannkesteen" von Skerwitten, die etwa 1,50 m hoch und einen Umfang von acht Metern hatten. Sie waren in Tischform zugehauen und verfügten über eine Vertiefung und eine Rinne. Der Mannkesteen zeigte ein nach Westen ausgerichtetes roh gemeißeltes Gesicht und den Körper eines Menschen, dessen Arme in betender Haltung über der Brust gekreuzt waren.
Im Jahre 1231 wird Natangen erstmals erwähnt, denn in diesem Jahr ließ der dänische König Waldemar seine baltischen Besitzungen in sein Reichslagerbuch eintragen. Die Eroberung Natangens begann von Elbing aus. Obwohl die Ordensritter erfahren hatten, dass sich die Prußenstämme der Barta, Warmia und Notange um ihre Führer gesammelt hatten, wurden die Ordensschiffe „Pilgrim“ und „Friedeland“ in das bis dahin unbekannt Frische Haff entsandt. Die Ritter stiegen an der Burg Honeda an Land, fanden sich jedoch einer zu starken Übermacht ausgesetzt. Also machten sie sich ins Landesinnere auf und verheerten einige Dörfer. Dort wurde die sorglos zerstreute Ordensschar von den nachgeeilten Prußen niedergemetzelt. Nur die Schiffsbesatzungen konnten sich retten. Erst wieder im Jahr 1239 rüstete der Vizelandmeister Berlewin erneut gegen Natangen. Inzwischen hatten die Ritter die Kriegsführung der Prußen nicht zuletzt wegen des natangischen Überläufers Pypso studieren können und konnten so die Burg Honeda einnehmen. Da sie an strategisch wichtiger Stelle stand, wurde sie nicht zerstört, sondern mit einer starken Besatzung versehen. Honeda war an zwei Seiten von Wasser umgeben, so dass die Versorgung vom Wasser aus nicht abgeschnitten werden konnte. Die Landseiten waren von einem Sumpfgürtel umgeben. Nachdem sich die Ritter in Balga festgesetzt hatten und einen Knüppeldamm durch die Sümpfe errichtet hatten, machten sie Streifzüge ins Landesinnere und konnten auch mehrere mächtige Führer auf ihre Seite ziehen. Jedoch dauerte dieser Zustand nicht lange; denn unter der Führung der Edlen von Glottiner legten die vereinigten Natanger und Warmier einen Verteidigungsring um die Burg, so dass die Ritter nun vollständig eingeschlossen waren. Nachdem im Winter der Frost die Sümpfe begehbar und das Eis im Haff die Versorgung ausgeschlossen hatte, wurde die Bedrängnis der Burgbesatzung derart groß, dass zeitweise überlegt wurde, die Burg aufzugeben und sie heimlich zu verlassen. Ende Dezember 1239 machte sich Herzog Otto von Braunschweig auf einen Feldzug gen Osten, und man machte sich auf nach Balga. Der Verräter Pomande war zu den prußischen Belagerern der Burg geschickt worden, berichtete er sei geflüchtet und schlug vor, dass es nun Zeit sei, die geschwächten Ritter auf der Burg zu schlagen. Dort stießen die Natanger aber auf die vereinigten Kräfte des Herzogs, der Kreuzfahrer und des Ordens. Nach einem furchtbaren Kampf siegten die Ritter und konnten auch noch die Wehranlagen Partegal und Schrande einnehmen und zerstören.
Natangen wurde vom Deutschen Orden von Balga aus unterworfen und christianisiert. Bald danach nahm auch die Besiedlung durch Deutsche ihren Anfang, die durch Vergünstigungen angelockt worden waren. Im Jahre 1240 wurde Kreuzburg gegründet. Wegen dieser Landnahme durch Fremde gärte es im Volk, so dass darin – neben der Zwangschristianisierung und anderer nicht eingehaltener Versprechen, neben dem Krieg der Ritter mit Herzog Swantopolk II. von Pommerellen – eine der Ursachen für den ersten großen Aufstand der Prußen von 1242 bis 1249 zu sehen ist. Die Neusiedler hatten es nicht leicht; denn sie wurden durch Gewaltakte derart eingeschränkt, dass sie ihre Felder oft nur bei Nacht bestellen konnten. Zudem wurden ihre Ernten geraubt oder verbrannt. Erst nachdem Swantopolk 1248 Frieden mit dem Orden geschlossen hatte, traten auch prußische Führer den Verhandlungen bei und unterwarfen sich erneut. Im so genannten Christburger Vertrag vom 7. Februar 1249 wurden die bekehrten Prußen (Pomesania, Warmia, Natangia) verpflichtet, Kirchen zu bauen, den Zehnten abzuliefern und an den Kreuzzügen des Ordens teilzunehmen. Im Gegenzug sicherte man ihnen die Freiheit der Person und Eigentumsrechte an beweglichen und unbeweglichen Gütern zu. Auf Veranlassung des Ordens wurde Natangen bis Mitte des 14. Jahrhunderts mit deutschen Einwanderern aus Nieder- und Mitteldeutschland besiedelt. Im Dreißigjährigen Krieg war das Natangengebiet weniger als andere Landstriche beeinträchtigt. Der Handel lief ungestört weiter. 
Mit der preußischen Verwaltungsreform von 1818 ging Natangen im Landkreis Kreuzburg und später im Kreis Preußisch Eylau auf. Zu den größeren Ortschaften gehörten die Städte Preußisch Eylau, Kreuzburg und Landsberg. Nach dem Zweiten Weltkrieg kam der nördliche Teil zur Oblast Kaliningrad, während der Süden der polnischen Woiwodschaft Ermland-Masuren zugeordnet wurde.